# 競争原理
競争原理（きょうそうげんり）とは、資本、労働、技術などの経済における資源配分の効率性の概念である。
個人や企業などの集団に必要とする資源が限定されているならば、その資源獲得のために競争が行われ、その中で優位な者、生産性が高い者がその資源を獲得できる、とする考え方である。この考えの下で社会が運営されれば、成功者が地位や財産を得られる。これが資本主義の基本原理の一つでもある。

## 詳細
独占禁止法2条4項によると、「競争」とは、二以上の事業者がその通常の事業活動の範囲内において、かつ、当該事業活動の施設又は態様に重要な変更を加えることなく同一の需要者に同種又は類似の商品又は役務を供給する行為や同一の供給者から同種又は類似の商品又は役務の供給を受ける行為をし、又はすることができる状態をいうとされている。
「競争」は、（英語）"competition"に由来し、福澤諭吉によって翻訳された単語である。
経済厚生を最大にするという意味では競争は望ましく、その一方で、企業の利潤最大化という意味では企業にとって競争は避けられるべきである。

## 過当競争
過当競争は慢性的に供給が需要よりも過剰な競争であって、生産者を損なう状態である。また、過当競争は売られるべき財やサービスの供給が需要よりも過剰なときにも起きる。例えば、労働市場では、労働者は常に過当競争におかれる。。